# Enolethery

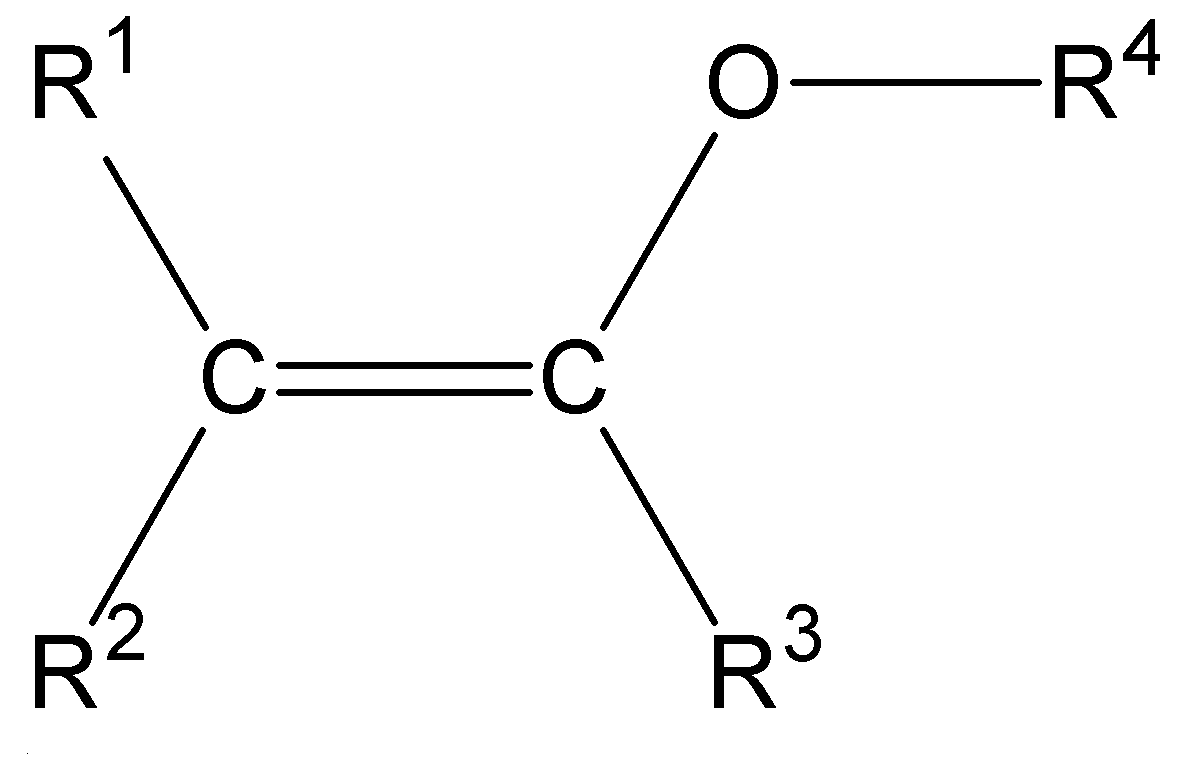
Strukturní vzorec enoletherové skupiny (R^{x} jsou uhlovodíkové zbytky, R^{1–3} může být i vodík)

Enaminy jsou strukturně podobné enoletherům.

Enolethery jsou organické sloučeniny obsahující alkoxyskupiny navázané na molekuly alkenů. Nejběžnější skupinou enoletherů jsou vinylethery, které mají vzorec ROCH=CH2. K významným enoletherům patří 3,4-dihydropyran, používaný jako reaktant v organické chemii, a methylvinylether a ethylvinylether, používané na výrobu polymerů.

## Příprava
I když jsou enolethery v podstatě ethery odpovídajících enolů, tak se nepřipravují alkylací enolátů. Některé enolethery se získávají z nasycených etherů eliminačními reakcemi.

Ethylvinylether se používá jako anestetikum.

Další možností přípravy enoletherů je transesterifikace vinylesterů, jako je například vinylacetát.
Vinylethery je možné získat reakcí ethynu s alkoholy za přítomnosti zásady.

## Reakce a použití
Podobně jako enaminy patří enolethery mezi na elektrony bohaté alkeny díky dodávání elektronů skrz pí systém. Mají vlastnosti oxoniových iontů. Podle druhu substituentu vykazují rozdílnou reaktivitu. Oproti nesubstituovaným alkenům mají zvýšenou reaktivitu vůči elektrofilům, jako jsou Brønstedovy kyseliny. Podobně se mohou účastnit zpětných Dielsových–Alderových reakcí.
Reaktivita enoletherů je značně ovlivňována substituenty v poloze alfa vůči kyslíku. Vinylethery se mohou polymerizovat na polyvinylethery. Některé vinylethery se používají jako inhalační anestetika. Substituované enolethery nepodléhají rychle polymerizaci a využívají se jako meziprodukty při přípravě složitějších sloučenin.